# Superverd
Superverd (Nugafruits Serveis de Distribució, S.A.) és una empresa d'origen català, dedicada a la venda de fruita i verdura.
El 2004 Superverd disposava de 74 botigues a Catalunya i 110 el 2005. L'any 2010 tenia onze botigues en propietat i la resta franquiciades, 110 en total. El 2010, juntament amb Frescuore, Superverd va crear Nugafresc, la primera central de compres del sector. El 2012 va obrir una nova fruiteria a Sabadell i un altre al barri d'Horta de Barcelona, i disposava de 87 botigues en total.